# Широкий фронт (Коста-Рика)
Широкий фронт (исп. Frente Amplio) — левая политическая партия в Коста-Рике, созданная вокруг Альтернативного движения левых (Movimiento Alternativa de Izquierdas). Свою политическую философию определяет в терминах прогрессивных, социалистических, зелёных, демократических, феминистических и патриотических идеологий, идей социальной справедливости, прав человека и латиноамериканского единства. Член Форума Сан-Паулу, относит себя к латиноамериканскому левому движению за демократический социализм.

## История
На своих первых всеобщих выборах 2006 года фронт получил 1,1 % голосов и одно место в парламенте, полученное Хосе Мерино-Дель-Рио. На выборах 2010 года они сохранили своё депутатское место, отошедшее Хосе Марии Вильяльта Флорес-Эстраде. Их кандидатом в президенты был ректор Технологического института Коста-Рики Эухенио Трехос Бенавидес. На президентских выборах 2014 года от партии выдвигался конгрессмен Вильяльта, чья высокая поддержка по предвыборным социологическим опросам (он даже выходил на первое место) была необычна для левых кандидатов в Коста-Рике. Впрочем, в результате крайне негативной кампании, развёрнутой против неё правой партией Либертарианское движение и восстановления сил умеренной левой Партией гражданского действия (PAC) вперёд вырвался кандидат последней Луис Гильермо Солис.
Вильяльта по итогам выборов оказался третьим в президентской гонке с 17 % голосов, пропустив вперёд двоих левоцентристских кандидатов, но его партия существенно увеличила своё представительство в парламенте от одного до девяти мест. Она также завоевала одно мэрское кресло на муниципальных выборах в кантоне Барва, а в кантонах Акоста и Монтес-де-Ока — в союзе с PAC.
В течение законодательного созыва 2014—2018 годов партия пострадали от серии скандалов с участием своих депутатов, включая отставку представителя Гуанакасте и бывшего католического священника Рональда Варгаса после обвинений в сексуальных домогательствах, использование парламентского кабинета Лигии Фальяс для романтических встреч её советников и обвинения против двух депутатов в домашнем насилии. На выборах 2018 года партия получила только 3,9 % голосов и провела в парламент единственного депутата.

## Результаты на выборах

### Президентские
| Выборы | Лидер                               | Голосов | %       | Положение |
| ------ | ----------------------------------- | ------- | ------- | --------- |
| 2010   | Трехос Бенавидес Эухенио            | 6,822   | 0.37 %  | ▲ 7/9     |
| 2014   | Хосе Мария Вильяльта Флорес-Эстрада | 354,479 | 17.25 % | ▲ 3/13    |

### Парламентские
| Выборы | Лидер                               | Голосов | %       | Мест    | +/- | Положение |
| ------ | ----------------------------------- | ------- | ------- | ------- | --- | --------- |
| 2006   |                                     | 17,751  | 1.10 %  | 1 из 57 | ▲ 1 | ▲ 11/11   |
| 2010   | Трехос Бенавидес Эухенио            | 68.987  | 3.66 %  | 1 из 57 | ▲ 1 | ▲ 7/18    |
| 2014   | Хосе Мария Вильяльта Флорес-Эстрада | 221,780 | 13.09 % | 9 из 57 | ▲ 8 | ▲ 3/21    |